# Alsójára község
Alsójára község (románul: Comuna Iara) község Kolozs megyében, Romániában. Központja Alsójára, beosztott falvai Aranyosivánfalva, Berkes, Bikalat, Borrév, Egrespatak, Felsőaklos, Járamagura, Járaszurdok, Macskakő, Ruhaegres, Szurdoklunzsest, Vádpatak.

## Fekvése
Kolozs megye északnyugati részén helyezkedik el, az Erdélyi-medence és az Erdélyi-középhegység határán. Szomszédos községek északon Csürülye, északkeleten Magyarpeterd, keleten Várfalva, délen a Fehér megyei Alsóaklos. A legközelebbi város Torda 31 kilométerre található. A DN75-ös Torda–Abrudbánya főúton közelíthető meg.

## Népessége
A 2011-es népszámlálás adatai alapján a község népessége 3889 fő volt.
A népesség alakulása 1850-től:

## Története
- Alsójára faluban a Groapa lui Papa nevű helyen római kori település maradványait tárták fel.

## Nevezetességei
- Járamagura falu 1783-ban épült, Szent Mihály és Gábriel arkangyaloknak szentelt fatemploma a romániai műemlékek jegyzékében a CJ-II-m-B-07701 sorszámon szerepel.
- Berkes falu 18. századi, Szent Mihály és Gábriel arkangyaloknak szentelt temploma (CJ-II-m-B-07537).
- Járaszurdok falu 18. századi, Szent Mihály és Gábriel arkangyaloknak szentelt temploma (CJ-II-m-B-07774).
- Felsőaklos falu 1853-ban épült, Szent Mihály és Gábriel arkangyaloknak szentelt fatemploma (CJ-II-m-B-07728).
- 13-15. században épült, a 18. században újjáépített unitárius templom Alsójára faluban (CJ-II-m-B-07683).
- 19. századi Teleki-kúria Alsójára faluban (CJ-II-m-B-07680).
- 19. századi Béldi-kúria Alsójára faluban (CJ-II-m-B-07681).
- 19. századi Kemény-kúria Alsójára faluban (CJ-II-m-B-07682).

## Híres emberek
- Alsójárán született Dékáni Árpád (1861–1931 ), a halasi csipke tervezője.
- Alsójárán született Dobos Ferenc (1881–1949) történész.
- Alsójárán született Szabó Gyula (1883–1962) színművész
- Alsójárán született Traian Crișan(wd) (1918–1990) görögkatolikus érsek, a Szenttéavatási Kongregáció titkára.
- Alsójárán született Keszthelyi Gyula (1934) sportújságíró, rádió és televízió kommentátor, újságszerkesztő.
- Alsójárán született Sebestyén Kálmán (1938) művelődéstörténész.